# La vengeance est à moi (film, 1979)
Pour les articles homonymes, voir La vengeance est à moi.
Pour plus de détails, voir Fiche technique et Distribution.
La vengeance est à moi (復讐するは我にあり, Fukushū suru wa ware ni ari) est un film japonais réalisé par Shōhei Imamura, sorti en 1979.
Il s'agit de l'adaptation du roman du même titre de Ryūzō Saki, s'inspirant des faits réels sur le tueur en série Akira Nishiguchi.
Ce long métrage a inspiré le réalisateur sud-coréen Bong Joon-ho pour son film Memories of Murder (살인의 추억, 2003).

## Synopsis
En janvier 1964, la police arrête Iwao Enokizu (son vrai nom est Akira Nishiguchi), escroc et tueur en série. Le film, à la construction spatio-temporelle complexe, retrace les 78 jours qui séparent le premier crime de la capture d'Iwao par la police. 

## Fiche technique
- Titre original : 復讐するは我にあり (Fukushū suru wa ware ni ari?)
- Titre français : La vengeance est à moi
- Titres français alternatifs : La vengeance est mienne ; La vengeance m'appartient
- Réalisation : Shōhei Imamura
- Assistant réalisateur : Taku Shinjō
- Scénario : Masaru Baba, d'après le roman éponyme de Ryūzō Saki
- Musique : Shin'ichirō Ikebe
- Décors : Akiyoshi Satani
- Costumes : Tokio Aizawa
- Photographie : Sinsaku Himeda
- Montage : Keiichi Uraoka
- Production : Kazuo Inoue
- Production associée : Hisashi Iino, Toshiyuki Mizorogi, Shinji Soshizaki, Kunio Takeshige et Takashi Tsukinoki
- Sociétés de production : Shōchiku et Imamura Production
- Société de distribution : Shōchiku
- Pays de production :  Japon
- Format : couleur - 1,85:1 - 35 mm
- Genre : drame policier
- Durée : 140 minutes[3]
- Dates de sortie :
  - Japon : 21 avril 1979[3]
  - France : 24 novembre 1982[4]

## Distribution
- Ken Ogata : Iwao Enokizu, le criminel
- Mayumi Ogawa : Haru Asano
- Rentarō Mikuni : Shizuo Enokizu, le père
- Mitsuko Baishō : Kazuko Enokizu, l'épouse d'Iwao
- Nijiko Kiyokawa : Hisano Asano
- Chōchō Miyako : Kayo Enokizu, la mère
- Moeko Ezawa : Hatake
- Torahiko Hamada : Yoshino
- Shōhei Hino : Jun'ichirō Yoshitake
- Yoshi Katō : Kyohei Kawashima
- Choichirō Kawarazaki : le marchant du Mont-de-piété
- Kazuo Kitamura : Shigemi Ideike
- Toshie Negishi : Keiko Oka
- Frankie Sakai : Kawai
- Kazuko Shirakawa : Sachiko Yoshizato
- Goro Tarumi : Daihachi Baba
- Taiji Tonoyama : Tanejirō Shibata

## Production
Le tournage a lieu à Beppu (Kyūshū), Hamamatsu (Chūbu), Matsue (Chūgoku) et Tokyo (Kantō).

## Distinctions

### Récompenses
- Prix de l'académie japonaise 1980[6] :
  - Meilleur film
  - Meilleur réalisateur pour Shōhei Imamura
  - Meilleur scénario pour Masaru Baba
  - Meilleure photographie pour Shinsaku Himeda
  - Meilleur éclairage pour Yasuo Iwaki
  - Meilleur acteur pour Ken Ogata

- Festival du film de Yokohama 1980[6] :
  - Meilleur acteur pour Ken Ogata
  - Meilleur scénario pour Masaru Baba

### Nominations
- Prix de l'académie japonaise 1980[6] :
  - Meilleur acteur dans un second rôle pour Rentarō Mikuni
  - Meilleure actrice dans un second rôle pour Mitsuko Baishō
  - Meilleurs décors pour Akiyoshi Satani
  - Meilleure musique de film pour Shin'ichirō Ikebe
  - Meilleur son pour Shōtarō Yoshida

## Autour du film
Ce film termine la longue période qui a suivi l'échec commercial du film épique Profonds désirs des dieux (1968) durant laquelle il produit essentiellement des films documentaires. Le film aura un succès international retentissant et fera connaître Imamura des cinéphiles du monde entier. Il se fonde sur des faits réels qui se sont produits au Japon et s'inspire d'un roman de Ryūzō Saki. Les noms des personnages ont été modifiés.
Le film dérange, car il ne prend pas position contre le meurtrier ; il n'est pas présenté de manière consensuelle, comme le ferait Hollywood. On ne sait pas pourquoi il tue, simplement, on perçoit qu'il doit le faire. Le cinéaste ne donne pas d'explication simple sur les motivations du tueur. À l'agent de police qui lui fait remarquer qu'il ne comprend pas pourquoi il a tué sa dernière femme, il répond qu'il ne le sait pas lui-même. D'ailleurs, immédiatement après l'avoir étranglée, il la remercie.
Ce film a inspiré le réalisateur sud-coréen Bong Joon-ho pour son film Memories of Murder (살인의 추억, 2003).